# Jordan Martinook
Jordan Martinook (* 25. Juli 1992 in Brandon, Manitoba) ist ein kanadischer Eishockeyspieler, der seit Mai 2018 bei den Carolina Hurricanes in der National Hockey League unter Vertrag steht. Zuvor verbrachte er knapp sechs Jahre in der Organisation der Phoenix/Arizona Coyotes.

## Karriere

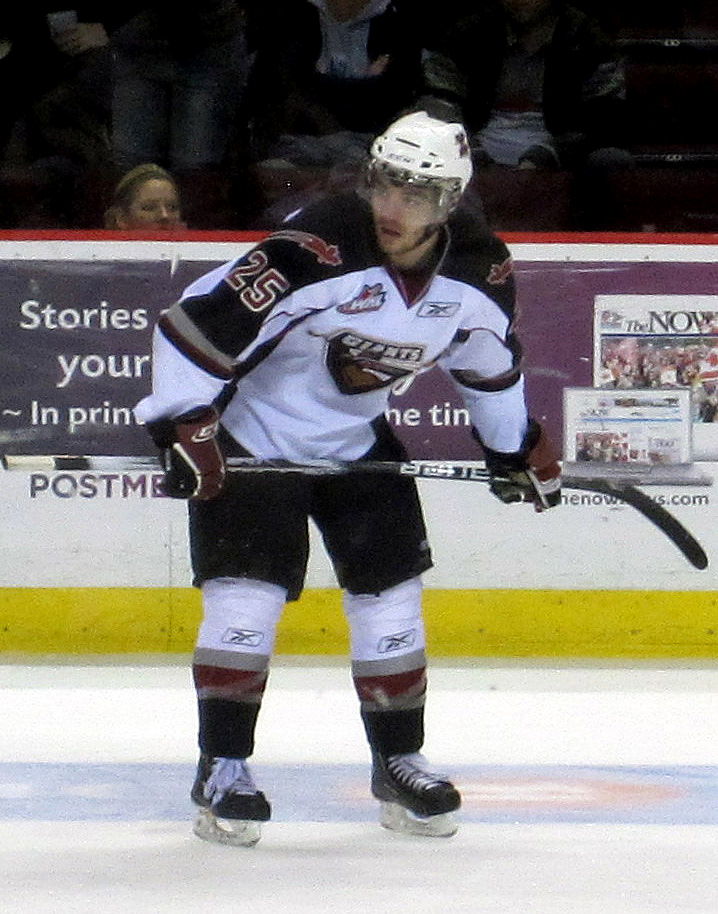
Martinook im Trikot der Vancouver Giants

### Jugend
Jordan Martinook wurde in Brandon geboren, zog allerdings bereits im Alter von zwei Jahren nach Estevan, Saskatchewan sowie sechs Jahre später nach Leduc, Alberta. Mit dem Eishockeyspielen begann er im Alter von fünf Jahren in Estevan, ehe er später in seiner Jugend er für die in Leduc ansässigen Leduc Oil Kings spielte. Gegen Ende der Saison 2008/09 wechselte Martinook zu den Drayton Valley Thunder in die Alberta Junior Hockey League (AJHL), die höchste Juniorenliga Albertas. In der folgenden Spielzeit absolvierte der linke Flügelspieler 59 Spiele in Drayton Valley und erzielte dabei 40 Scorerpunkte. Im Anschluss wechselte er zu den Vancouver Giants in die Western Hockey League (WHL), eine der drei höchsten kanadischen Juniorenligen, wobei er auch Angebote von diversen Universitäten in den Vereinigten Staaten hatte.
In Vancouver erlebte Martinook ein unterdurchschnittliches Rookie-Jahr und ging somit in die Saison 2011/12 als das letzte Jahr, in dem er für den NHL Entry Draft verfügbar war. Hier allerdings gelang ihm der Durchbruch in der WHL, so erzielte er 40 Tore und platzierte sich unter den 15 besten Torschützen der Liga. In der Folge wurde er im NHL Entry Draft 2012 an 58. Position von den Phoenix Coyotes ausgewählt, die ihn im September gleichen Jahres mit einem Einstiegsvertrag ausstatteten.

### NHL
In der Organisation der Coyotes, die seit Sommer 2014 als Arizona Coyotes firmiert, verbrachte er vorerst zwei Saisons bei den Portland Pirates, deren Farmteam aus der American Hockey League (AHL). Im Dezember 2014 debütierte der Angreifer in der National Hockey League (NHL) und kam bis zum Saisonende auf acht Einsätze in der höchsten Liga Nordamerikas. Zugleich kam er in Portland auf 43 Punkte in 62 Spielen und wurde somit drittbester Scorer des Teams. Nachdem sein Vertrag in Arizona im Sommer 2015 um zwei Jahre verlängert wurde, schaffte Martinook endgültig den Sprung ins NHL-Aufgebot der Coyotes und kam dort mit Beginn der Saison 2015/16 regelmäßig zum Einsatz.
Nach knapp sechs Jahren in Arizona wurde Martinook im Mai 2018 samt einem Viertrunden-Wahlrecht im NHL Entry Draft 2018 an die Carolina Hurricanes abgegeben, die im Gegenzug Marcus Krüger sowie ein Drittrunden-Wahlrecht für den gleichen Draft zu den Coyotes transferierten.

## Karrierestatistik
Stand: Ende der Saison 2024/25
(Legende zur Spielerstatistik: Sp oder GP = absolvierte Spiele; T oder G = erzielte Tore; V oder A = erzielte Assists; Pkt oder Pts = erzielte Scorerpunkte; SM oder PIM = erhaltene Strafminuten; +/− = Plus/Minus-Bilanz; PP = erzielte Überzahltore; SH = erzielte Unterzahltore; GW = erzielte Siegtore; 1 Play-downs/Relegation; Kursiv: Statistik nicht vollständig)